# Fritz Roth (Genealoge)

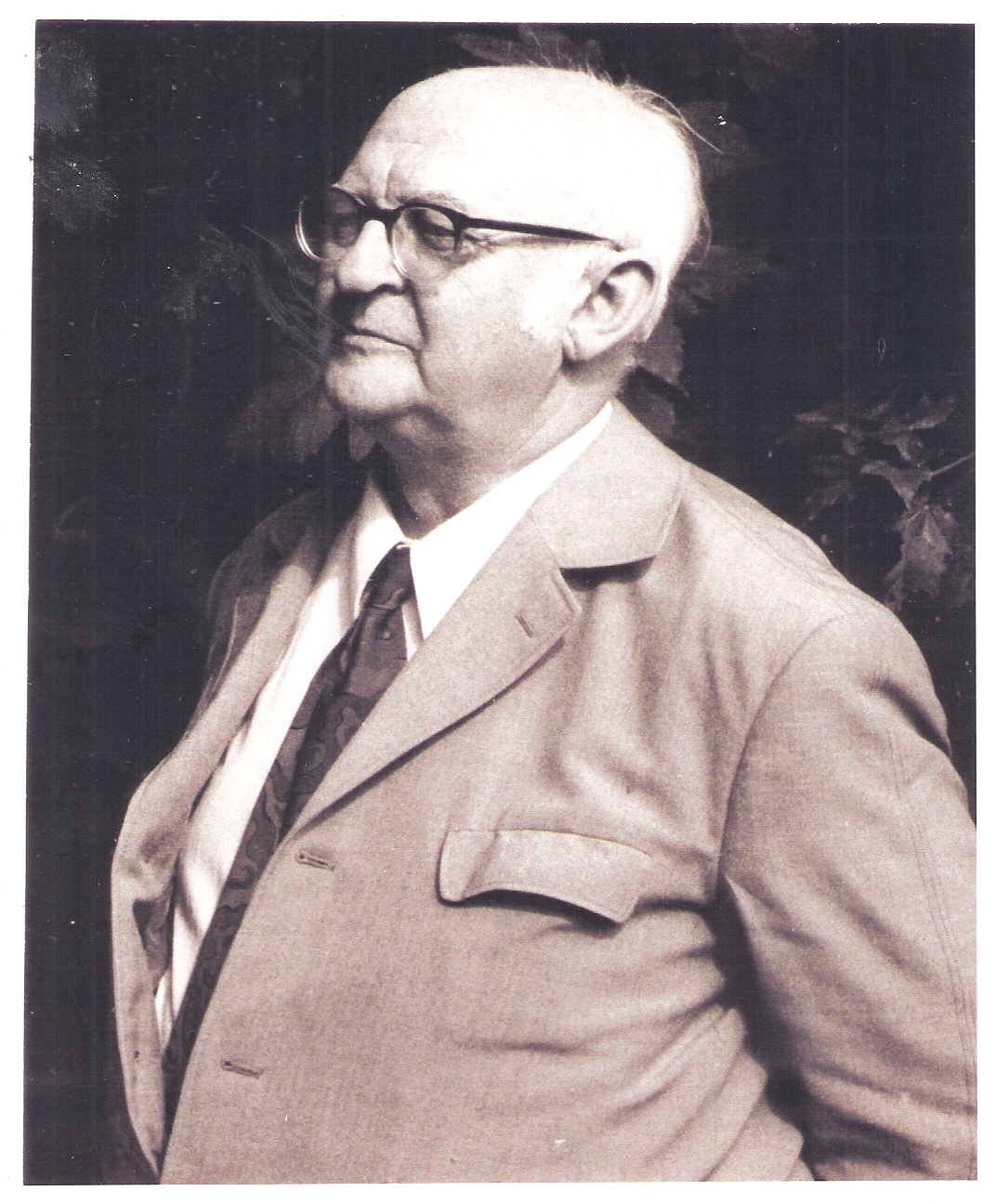
Fritz Roth (1980)

Fritz Roth (* 9. Juli 1905 in Zeulenroda; † 1. Dezember 1987 in Boppard) war ein deutscher Genealoge.

## Leben und Werk
Fritz Roth stammte aus einer Unternehmerfamilie im thüringischen Vogtland, die Ende des 17. Jahrhunderts aus dem Raum Magdeburg kam. Er bestand sein Abitur mit Auszeichnung und studierte Rechtswissenschaft in Leipzig und München sowie Betriebswirtschaftslehre in Berlin und Leipzig. In seiner Diplomarbeit beschäftigte er sich mit der Werbelehre. Eine geplante Promotion wurde 1927 durch den Tod des Vaters verhindert. Von Beruf Diplomkaufmann, war er bis 1945 Eigentümer und Leiter des 1827 gegründeten Familienunternehmens, einer Seifenfabrik in Zeulenroda in Thüringen. Nach der Zwangsenteignung durch die DDR 1950 ließ er sich in Boppard am Rhein nieder.
Roth widmete seither fast seine ganze Schaffenskraft seinem zehnbändigen Werk Restlose Auswertungen von Leichenpredigten und Personalschriften für genealogische und kulturhistorische Zwecke, das von 1959 bis 1980 im Selbstverlag erschien. 1962 regte er die Gründung einer Arbeitsgemeinschaft für mitteldeutsche Familienforschung an und war ihr erster Vorsitzender. 1972 wurde er Ehrenmitglied dieser Arbeitsgemeinschaft. Außerdem beschäftigte er sich mit der Herkunft und Nachkommenschaft Martin Luthers.
Für seine Verdienste um die Familien- und Kulturgeschichtsforschung wurde Roth 1981 mit der Verdienstmedaille des Verdienstordens der Bundesrepublik Deutschland und mit der Johann Christoph Gatterer-Medaille der Genealogisch-Heraldischen Gesellschaft Göttingen ausgezeichnet.

## Veröffentlichungen (Auswahl)
Bücher
- Restlose Auswertungen von Leichenpredigten und Personalschriften für genealogische und kulturhistorische Zwecke. 10 Bände, Selbstverlag, Boppard am Rhein 1959–1980.

Aufsätze (Auswahl)
- Rittmeister Martin Gneupels erste Frau. In: Heimatblätter des Reuß. Anzeigers Zeulenroda. Nr. 26, 1938.
- Leichenpredigten als geschichtliche Quellen. In: Heimatblätter des Reuß. Anzeigers Zeulenroda. Nr. 5, 1939.
- Zeulenrodaer im Verzeichnis der Leichenpredigten der fürstlichen Bibliothek in Stolberg. In: Heimatblätter des Reuß. Anzeigers Zeulenroda. Nr. 6, 1939.
- Caspar Decker in Zeulenroda (1651–1695), seine Leichenpredigt und seine Nachkommenschaft. In: Mitteilungen des Heimat- und Geschichtsvereins Zeulenroda 1936–1940. Band 1, 1941, S. 67 ff.
- Leichenpredigten (Hinweis). In: Die Laterne. 1955, S. 54.
- Literatur über Leichenpredigten und Personalschriften. In: Schrifttumsberichte zur Genealogie. Band 1/12, Literaturbericht 1959, S. 285–316, darin enthalten: Der Personalschriften-Katalog in Dresden. S. 290 f.
- Geschichte und Bedeutung der Fürstlich Stolberg-Stolbergischen Leichenpredigtensammlung (mit einem Anhang: Allgemeines über Leichenpredigten). In: Der Archivar. Band 12, 1959, Sp. 217–226.
- Wie arbeitet man mit Leichenpredigten? In: Praktische Forschungshilfe. Neue Folge. Band 26/2, 1960, S. 199–202.
- Irrtümer über Leichenpredigten. In: Familie und Volk. Band 9, 1960, S. 205–212.